# Торан, Роман
Роман Торан Альберо (исп. Román Torán Albero; 8 октября 1931, Хихон — 1 октября 2005, Мадрид) — испанский шахматист и деятель международного шахматного движения; международный мастер (1954), международный арбитр ФИДЕ (1957). Вице-президент ФИДЕ (1982—1990). Председатель апелляционного жюри Олимпиады 1984, матчей на первенство мира Карпов — Каспаров (1984/1985 и 1985). Шахматный литератор.
Чемпион Испании (1951 и 1953); в чемпионате страны (1954) — 2-е место. В составе команды Испании участник 6-и олимпиад (1958—1960, 1968—1974). Лучшие результаты в международных соревнованиях: Бевервейк (1953) — 3-6-е, 1956 — 3-4-е, 1959 — 4-7-е; Хихон (1954) — 1-е; Монтевидео (1954) — 4-е; Торремолинос (1961 и 1962) — 4-7-е и 4-е места.
Автор ряда шахматных книг, в том числе монографии, посвященной творчеству Д. Бронштейна, — «Гений современных шахмат» (1953).

## Книги
- El genio del ajedrez moderno, Madrid, 1953.